# Instituto de Cardiología de Corrientes
El Instituto de Cardiología de Corrientes “Juana Francisca Cabral” (ICC “JFC”), también conocido como "Instituto Cardiológico", fue pensado, concebido y diseñado con el objetivo de proporcionar atención médica de excelencia, esencialmente de enfermedades cardiovasculares, abarcando aspectos preventivos, diagnósticos, terapéuticos y de rehabilitación de las mismas, teniendo como recursos: la asistencia, docencia e investigación médica, contando con un modelo de administración ágil y eficiente de los recursos humanos y financieros de la institución, brindando la posibilidad, de una medicina de alta complejidad, calidad asistencial y tecnológica; y de alto espíritu humanitario, que contribuya con el sistema de salud con servicios igualitarios.
La sede está ubicada en la ciudad de Corrientes, en calle Simón Bolívar 1334, y también para emergencias se puede acceder por calle Córdoba 1259. Además, este Instituto tiene la sede del Centro de Calidad de Vida (CCV) ubicado en calle Mendoza 1235 (27°28′17.1″S 58°50′09.4″O / -27.471417, -58.835944).

## Reseña histórica
En el año 1882 en este mismo lugar, Doña Juana Francisca Cabral fundó el Hospital Santa Rita, tal como figura en una placa recordatoria en la fachada del actual Instituto de Cardiología.
El 23 de julio de 1986, los Legisladores de la Provincia de Corrientes, sancionaron la ley provincial N.º 4087 que en su artículo 1.º establece:

“CREASE el INSTITUTO DE CARDIOLOGÍA de la Provincia de Corrientes "JUANA FRANCISCA CABRAL", como organismo descentralizado de naturaleza autárquica…”.

La administración fue concesionada a la Fundación Cardiológica Correntina para la Asistencia, Docencia e Investigaciones Médicas (Funcacorr).
Un año y medio después, en diciembre de 1987, el Instituto comenzó a funcionar, y poco tiempo después se realizaron prácticas ambulatorias, consultas, electro-cardiografías, holter, ergometrías y ecocardiografías. En 1989, la Unidad de Cuidados Intensivos Coronarios (UCIC) o Unidad Coronaria, se puso en funcionamiento, y en 1990 comenzaron a realizarse estudios hemodinámicos. En 1991 se realizaron las primeras cirugías cardiovasculares.
En 21 de mayo de 2012 se realizó el primer trasplante de corazón realizado íntegramente en el ICC.
El 11 de septiembre de 2012 inauguraron el Centro de Calidad de Vida (CCV), con 800 m² de gimnasio, sala de usos múltiples, área de rehabilitación y siete consultorios externos, que permiten a los pacientes trabajar en un lugar adecuado y controlado por médicos especialistas, kinesiólogos, enfermeros y profesores preparados.
También se realizan implantes renales, es decir, trasplantes de riñones con el apoyo del “Centro Único Coordinador de Ablaciones e Implantes de Corrientes” (Cucaicor).
El martes 27 de diciembre de 2016 inauguraron una nueva sala de Resonancia Nuclear Magnética que dispone de equipamiento de última generación, porque estarán en funcionamiento dos resonadores fabricados en Holanda (ambos fueron instalados en los lugares construidos recientemente: uno de 1.5 Tesla de potencia y otro de 3 Tesla). Este nuevo servicio de Diagnóstico por Imágenes que se presentó oficialmente a fines de 2016 se da en el marco de un plan maestro de crecimiento edilicio, que pretende dotar de instalaciones con vistas a transformarse en un edificio de seis plantas; el acceso es por calle Córdoba 1259.

## Cardiología Infantil y Enfermedades Congénitas del Corazón
El Servicio de Cardiología Pediátrica forma parte del Instituto de Cardiología de Corrientes desde sus inicios, hace más de 30 años. Es centro de referencia del Nordeste argentino ofreciendo asistencia médica y quirúrgica de alto nivel.
Dispone de una amplia y especializada estructura de servicios asistenciales, dando cobertura a una gran variedad de subespecialidades cardiológicas y pruebas complementarias diagnósticas.
En el niño sano se realiza control de rutina de salud cardiovascular, prevención y promoción de la salud y el deporte.
Niños con y sin obra social son atendidos a través del Plan Sumar y el PNCC (Programa Nacional de Cardiopatías Congénitas) para quienes representamos el 4.º lugar en orden de atención de cardiópatas luego del Hospital Garrahan, Gutiérrez y Santísima Trinidad de Córdoba.
En conjunto con cardiólogos de adultos se conforma el comité de GUCH (Grown Up Congenital Heart) que tratan adultos con cardiopatías congénitas de diagnóstico reciente, corregidas o paliadas.
Por otra parte, se acompaña al niño con cardiopatía desde su control prenatal con ecocardiograma Doppler fetal donde es posible realizar el diagnóstico, el seguimiento con cardiólogo infantil de cabecera y el tratamiento ya sea paliativo o definitivo hasta convertirse un paciente adulto con cardiopatía congénita que también realiza su seguimiento y atención en el servicio.
En cirugía cardiovascular pediátrica y de cardiopatías congénitas del adulto se reciben pacientes provenientes del interior de la provincia de Corrientes y de las provincias vecinas como Misiones, Chaco, Formosa, Entre Ríos e inclusive países vecinos como Paraguay.
El servicio de Hemodinamia Pediátrica cuenta con la última tecnología para realizar estudios y tratamientos con técnicas que se utilizan a nivel mundial, tanto para el diagnóstico, seguimiento y tratamiento de cardiopatías congénitas.
Los pacientes sometidos a tratamientos invasivos se recuperan tanto en internación conjunta como en la Recuperación Cardiovascular Pediátrica que funciona como terapia intensiva contando con unidades de alta complejidad para pacientes neonatos que requieren cirugía de urgencia como así también para niños mayores.
Anualmente se realizan más de 4600 ecocardiogramas Doppler fetales y más de 6400 ecocardiogramas Doppler pediátricos en el servicio de Ecocardiografía, más de 300 cateterismos diagnósticos y terapéuticos en el servicio de Hemodinamia Pediátrica y más de 200 cirugías cardiovasculares.